# نادي مادوريرا
نادي مادوريرا (Madureira Esporte Clube) ، هو فريق كرة قدم برازيلي تأسس عام 1914 مقره في مدينة ريو دي جانيرو، في حي مادوريرا ‏. يتنافس الفريق في بطولة كاريوكا، وهي الدرجة الأولى من دوري ولاية ريو دي جانيرو لكرة القدم.